# BBC Cymru Wales
BBC Cymru Wales (engelska: BBC Wales, kymriska: BBC Cymru) är BBC:s avdelning i Wales. Företaget grundades 1966 och har sitt högkvarter i Llandaff i Cardiff. Företaget har 1200 anställda och har radio- och tv-sändningar på både engelska och kymriska.